# Ourense CF
Ourense CF is een Spaanse voetbalclub die in 1977 werd opgericht.

## Geschiedenis
Onder de naam Puente Club de Fútbol werd de voetbalclub opgericht in 1977. In 1996 werd deze naam veranderd naar Ponte Ourense Club de Fútbol. Na het verdwijnen van CD Ourense werd in juli 2014 de naam aangepast naar de huidige naam Ourense Club de Fútbol. In het seizoen 2023/24 werd de club kampioen van de Segunda Federación waardoor de club voor het eerst promotie bemachtigde naar het derde niveau van Spanje. Clubtopscorer van dat seizoen was Amin Bouzaig.

## Erelijst
- Primera Federación

Kampioen 2023/24
- Preferente

Kampioen 1993/94
Grupo 1:
Amorebieta .
Andorra .
Arenteiro ·
Barakaldo . 
FC Barcelona Atlètic ·
Bilbao Athletic .
Celta B ·
Irun ·
Cultural Leonesa ·
Lugo ·
Osasuna B ·
Ourense CF .
Ponferrada ·
Segovia .
Sestao River ·
Real Sociedad B ·
Tarragona ·
Tarazona ·
Salamanca .
Zamora CF

Grupo 2:
Alcorcón .
Alcoyano ·
Algeciras ·
Antequera ·
Atlético Madrid B ·
Atlético Sanluqueño ·
Real Betis B .
Ceuta ·
Fuenlabrada ·
Hércules Alicante .
Ibiza ·
Intercity ·
Marbella ·
Mérida ·
Murcia ·
Real Madrid Castilla ·
Recreativo Huelva ·
FC Sevilla B .
Villarreal B .
Yecla